# هولمار أورن إيولفسون
هولمار أورن إيولفسون (بالآيسلندية: Hólmar Örn Eyjólfsson)‏ (و. 1990  م) هو لاعب كرة قدم، من آيسلندا، شارك في كأس العالم لكرة القدم 2018، يلعب كقلب الدفاع (كرة القدم).

## روابط خارجية
- هولمار أورن إيولفسون على موقع الاتحاد الدولي (مؤرشف)  (الإنجليزية)
- هولمار أورن إيولفسون على موقع الاتحاد الأوربي (الإنجليزية)
- هولمار أورن إيولفسون على موقع قاعدة بيانات كرة القدم.إي يو (الإنجليزية)
- هولمار أورن إيولفسون على موقع بيانات كرة القدم. دي إي (الألمانية)
- هولمار أورن إيولفسون على موقع ناشيونال فوتبول تيمز (الإنجليزية)
- هولمار أورن إيولفسون على موقع Soccerbase.com (لاعب) (الإنجليزية)
- هولمار أورن إيولفسون على موقع Soccerway.com (الإنجليزية)
- هولمار أورن إيولفسون على موقع عالم كرة القدم.نت (الإنجليزية)
- هولمار أورن إيولفسون على موقع AS.com (الإسبانية)